# Etaper i Tour de France 2006
Etaperne i Tour de France 2006 strakte sig over 20 etaper (med 2 hviledage) fra d. 1. juli til og med d. 23. juli.
Ruten løb mod uret rundt om Frankrig og strakte sig over 3639 km. Den startede i Strasbourg ved den fransk-tyske grænse og gik igennem seks lande: Frankrig, Tyskland (på 1. etape, dog uden stop), Holland (med stop i Valkenburg på 3. etape), Spanien (med stop i Pla-de-beret på 11. etape), Belgien (med stop i Huy på 3. og 4. etape) og Luxembourg (med stop i Esch-sur-Alzette mellem 2. og 3. etape).
Den rytter, der havde den gule førertrøje efter etapen, er markeret i tabellerne med gul baggrund. Rytteren med den grønne pointtrøje er markeret med grøn baggrund. Den prikkede bjertrøjes ejermand er markeret med rød bagrund.
| Etaper |
| --- |
| Prolog \| 1. \| 2. \| 3. \| 4. \| 5. \| 6. \| 7. \| 8. \| 9. \| 10. \| 11. \| 12. \| 13. \| 14. \| 15. \| 16. \| 17. \| 18. \| 19. \| 20. |

## Etaper

### Prolog – lørdag d. 1. juli:Strasbourg(tidskørsel), 7,1 km
Prologen var som altid en kort flad enkeltstart/tidskørsel. Den startede og sluttede i den franske by Strasbourg og var på 7,1 km.
Resultat og samlet stilling efter prologen
| Rang | Navn               | Land | Hold                               | Tid (Gns.hastighed) |
| ---- | ------------------ | ---- | ---------------------------------- | ------------------- |
| 1    | Thor Hushovd       | NOR  | Crédit Agricole                    | 8'17" (51.429 km/h) |
| 2    | George Hincapie    | USA  | Discovery Channel Pro Cycling Team | s.t"                |
| 3    | David Zabriskie    | USA  | Team CSC                           | 4"                  |
| 4    | Sebastian Lang     | DEU  | Team Gerolsteiner                  | 4"                  |
| 5    | Alejandro Valverde | ESP  | Caisse d'Epargne-Illes Balears     | 4"                  |
| 6    | Stuart O'Grady     | AUS  | Team CSC                           | 4"                  |
| 7    | Michael Rogers     | AUS  | T-Mobile Team                      | 6"                  |
| 8    | Paolo Savoldelli   | ITA  | Discovery Channel Pro Cycling Team | 8"                  |
| 9    | Floyd Landis       | USA  | Phonak Hearing Systems             | 9"                  |
| 10   | Vladimir Karpets   | RUS  | Caisse d'Epargne-Illes Balears     | 10"                 |

Note: George Hincapie bar den grønne trøje, da ingen rytter kan have to trøjer samtidig. Hushovd førte i både samlet stilling og pointstillingen.

### 1. etape – søndag den 2. juli:Strasbourg–Strasbourg, 184,5 km
1. etape er en flad sprinteretape på 184,5 km fra Strassbourg og retur hertil.
Etapen har en enkelte kategoriseret stigning (Kat-4), Cote de Heiligenstein, efter 101,5 km.
Der var også 3 indlagte spurter:
- Saverne efter 53 km
- Plobsheim efter 137 km
- Kehl efter 175.5 km

Resultat
| Rang | Navn            | Land | Hold                           | Tid                    |
| ---- | --------------- | ---- | ------------------------------ | ---------------------- |
| 1    | Jimmy Casper    | FRA  | Cofidis                        | 4h 10'00" (44.28 km/h) |
| 2    | Robbie McEwen   | AUS  | Davitamon-Lotto                | s.t"                   |
| 3    | Erik Zabel      | DEU  | Team Milram                    | s.t"                   |
| 4    | Daniele Bennati | ITA  | Lampre-Fondital                | s.t"                   |
| 5    | Luca Paolini    | ITA  | Liquigas-Bianchi               | s.t"                   |
| 6    | Isaac Galvez    | ESP  | Caisse d'Epargne-Illes Balears | s.t"                   |
| 7    | Stuart O'Grady  | AUS  | Team CSC                       | s.t"                   |
| 8    | Bernhard Eisel  | AUT  | Française des Jeux             | s.t"                   |
| 9    | Thor Hushovd    | NOR  | Crédit Agricole                | s.t"                   |
| 10   | Óscar Freire    | ESP  | Rabobank                       | s.t"                   |

Samlet stilling efter 1. etape
| Rang | Navn               | Land | Hold                               | Tid                     |
| ---- | ------------------ | ---- | ---------------------------------- | ----------------------- |
| 1    | George Hincapie    | USA  | Discovery Channel Pro Cycling Team | 4h 18'15" (44.509 km/h) |
| 2    | Thor Hushovd       | NOR  | Crédit Agricole                    | 2"                      |
| 3    | David Zabriskie    | USA  | Team CSC                           | 6"                      |
| 4    | Sebastian Lang     | DEU  | Team Gerolsteiner                  | 6"                      |
| 5    | Alejandro Valverde | ESP  | Caisse d'Epargne-Illes Balears     | 6"                      |
| 6    | Stuart O'Grady     | AUS  | Team CSC                           | 6"                      |
| 7    | Michael Rogers     | AUS  | T-Mobile Team                      | 8"                      |
| 8    | Paolo Savoldelli   | ITA  | Discovery Channel Pro Cycling Team | 10"                     |
| 9    | Floyd Landis       | USA  | Phonak Hearing Systems             | 11"                     |
| 10   | Benoît Vaugrenard  | FRA  | Française des Jeux                 | 11"                     |

### 2. etape – mandag den 3. juli:Obernai–Esch-sur-Alzette(Luxembourg), 228,5 km
2. etape startede i den lille franske by Obernai og sluttede i Luxembourg. Ruten er med sine 228,5 km turens næstlængste.
Der er 5 kategoriserede stigninger:
- Col des Pandours (Kat-3 efter 35,5 km)
- Col de Valsberg (Kat-3 efter 50 km)
- Cote de Kedange-sur-Canner (Kat- 4 efter 187,5 km)
- Cote de Kanfen (Kat-4 efter 212,5 km)
- Cote de Volmerange-les-Mines (Kat-4 efter 215 km)

Der var også 3 indlagte spurter:
- Marimont-les-Benestroff efter 107 km
- Holling efter 169,5 km
- Yutz efter 198,5 km

Resultat
| Rang | Navn            | Land | Hold                  | Tid                     |
| ---- | --------------- | ---- | --------------------- | ----------------------- |
| 1    | Robbie McEwen   | AUS  | Davitamon-Lotto       | 5h 36'14" (40.775 km/h) |
| 2    | Tom Boonen      | BEL  | Quick Step-Innergetic | s.t"                    |
| 3    | Thor Hushovd    | NOR  | Crédit Agricole       | s.t"                    |
| 4    | Óscar Freire    | ESP  | Rabobank              | s.t"                    |
| 5    | Daniele Bennati | ITA  | Lampre-Fondital       | s.t"                    |
| 6    | Luca Paolini    | ITA  | Liquigas-Bianchi      | s.t"                    |
| 7    | Stuart O'Grady  | AUS  | Team CSC              | s.t"                    |
| 8    | Bernhard Eisel  | AUT  | Française des Jeux    | s.t"                    |
| 9    | Erik Zabel      | DEU  | Team Milram           | s.t"                    |
| 10   | Peter Wrolich   | AUT  | Team Gerolsteiner     | s.t"                    |

Samlet stilling efter 2. etape
| Rang | Navn               | Land | Hold                               | Tid                     |
| ---- | ------------------ | ---- | ---------------------------------- | ----------------------- |
| 1    | Thor Hushovd       | NOR  | Crédit Agricole                    | 9h 54'19" (42.397 km/h) |
| 2    | Tom Boonen         | BEL  | Quick Step-Innergetic              | 5"                      |
| 3    | Robbie McEwen      | AUS  | Davitamon-Lotto                    | 8"                      |
| 4    | George Hincapie    | USA  | Discovery Channel Pro Cycling Team | 10"                     |
| 5    | David Zabriskie    | USA  | Team CSC                           | 16"                     |
| 6    | Sebastian Lang     | DEU  | Team Gerolsteiner                  | 16"                     |
| 7    | Alejandro Valverde | ESP  | Caisse d'Epargne-Illes Balears     | 16"                     |
| 8    | Stuart O'Grady     | AUS  | Team CSC                           | 16"                     |
| 9    | Michael Rogers     | AUS  | T-Mobile Team                      | 18"                     |
| 10   | Paolo Savoldelli   | ITA  | Discovery Channel Pro Cycling Team | 20"                     |

### 3. etape – tirsdag den 4. juli:Esch-sur-Alzette–Valkenburg(Holland), 216,5 km
3. etape har 6 kategoriserede stigninger og 3 indlagte spurter. Ruten starter i Luxembourg, kører igennem Belgien og slutter i Valkenburg i Holland, hvor også Amstell Gold Race slutter.g in The Netherlands, which is also the traditional site of the finish in the Amstel Gold Race cycling classic.
Stigningerne er:
- Côte de la Haute-Levée (Kat-3 efter 131 km)
- Côte d'Oneux (Kat-3 efter 155 km/)
- Côte de Petit-Rechain (Kat-4 efter 165,5 km)
- Loorberg (Kat-4 efter 189 km)
- Trintelenberg (Kat-4 efter 201 km)
- Cauberg (Kat-3 efter 215,5 km)

De tre indlagte spurter ved ved:
- Mersch efter 35 km
- Spa efter 144 km
- Aubel efter 176.5 km

Undervejs var der et langt udbrud med følgende 5 ryttere:
- José Luis Arrieta,  ESP, Ag2r
- Unai Extebarria,  VEN, Euskaltel-Euskadi
- Christophe Laurent,  FRA, Agritubel
- Jérôme Pineau,  FRA, Bouygues Télécom
- Jens Voigt,  DEU, Team CSC

Resultat
| Rang | Navn             | Land | Hold                  | Tid                     |
| ---- | ---------------- | ---- | --------------------- | ----------------------- |
| 1    | Matthias Kessler | DEU  | T-Mobile Team         | 4h 57'54" (43.605 km/h) |
| 2    | Michael Rogers   | AUS  | T-Mobile Team         | 5"                      |
| 3    | Daniele Bennati  | ITA  | Lampre-Fondital       | 5"                      |
| 4    | Tom Boonen       | BEL  | Quick Step-Innergetic | 5"                      |
| 5    | Erik Zabel       | DEU  | Team Milram           | 5"                      |
| 6    | Luca Paolini     | ITA  | Liquigas-Bianchi      | 5"                      |
| 7    | Óscar Freire     | ESP  | Rabobank              | 5"                      |
| 8    | Eddy Mazzoleni   | ITA  | T-Mobile Team         | 5"                      |
| 9    | Georg Totschnig  | AUT  | Team Gerolsteiner     | 5"                      |
| 10   | Fabian Wegmann   | DEU  | Team Gerolsteiner     | 5"                      |

Samlet stilling efter 3. etape
| Rang | Navn             | Land | Hold                               | Tid                      |
| ---- | ---------------- | ---- | ---------------------------------- | ------------------------ |
| 1    | Tom Boonen       | BEL  | Quick Step-Innergetic              | 14h 52'23" (42.787 km/h) |
| 2    | Michael Rogers   | AUS  | T-Mobile Team                      | 1"                       |
| 3    | George Hincapie  | USA  | Discovery Channel Pro Cycling Team | 5"                       |
| 4    | Thor Hushovd     | NOR  | Crédit Agricole                    | 10"                      |
| 5    | Paolo Savoldelli | ITA  | Discovery Channel Pro Cycling Team | 15"                      |
| 6    | Daniele Bennati  | ITA  | Lampre-Fondital                    | 15"                      |
| 7    | Floyd Landis     | USA  | Phonak Hearing Systems             | 16"                      |
| 8    | Vladimir Karpets | RUS  | Caisse d'Epargne-Illes Balears     | 17"                      |
| 9    | Serhiy Honchar   | UKR  | T-Mobile Team                      | 17"                      |
| 10   | Matthias Kessler | DEU  | T-Mobile Team                      | 17"                      |

Note: Daniele Bennati vil bære den grønne trøje, da en rytter ikke kan bære to førertrøjer samtidig. (Boonen fører også i pointstillingen).

### 4. etape – onsdag den 5. juli:Huy(Belgien) –Saint-Quentin, 207 km
Endnu en sprinteretape med kun to kategoriserede stigninger.
Resultat
| Rang | Navn              | Land | Hold                           | Tid                     |
| ---- | ----------------- | ---- | ------------------------------ | ----------------------- |
| 1    | Robbie McEwen     | AUS  | Davitamon-Lotto                | 4h 59'50" (41.423 km/h) |
| 2    | Isaac Galvez      | ESP  | Caisse d'Epargne-Illes Balears | s.t"                    |
| 3    | Óscar Freire      | ESP  | Rabobank                       | s.t"                    |
| 4    | Thor Hushovd      | NOR  | Crédit Agricole                | s.t"                    |
| 5    | Tom Boonen        | BEL  | Quick Step-Innergetic          | s.t"                    |
| 6    | David Kopp        | DEU  | Team Gerolsteiner              | s.t"                    |
| 7    | Daniele Bennati   | ITA  | Lampre-Fondital                | s.t"                    |
| 8    | Francisco Ventoso | ESP  | Saunier Duval-Prodir           | s.t"                    |
| 9    | Michael Albasini  | CHE  | Liquigas-Bianchi               | s.t"                    |
| 10   | Bernhard Eisel    | AUT  | Française des Jeux             | s.t"                    |

Samlet stilling efter 4. etape
| Rang | Navn             | Land | Hold                               | Tid                      |
| ---- | ---------------- | ---- | ---------------------------------- | ------------------------ |
| 1    | Tom Boonen       | BEL  | Quick Step-Innergetic              | 19h 52'13" (42.444 km/h) |
| 2    | Michael Rogers   | AUS  | T-Mobile Team                      | 1"                       |
| 3    | George Hincapie  | USA  | Discovery Channel Pro Cycling Team | 5"                       |
| 4    | Thor Hushovd     | NOR  | Crédit Agricole                    | 7"                       |
| 5    | Egoi Martinez    | ESP  | Discovery Channel Pro Cycling Team | 10"                      |
| 6    | Robbie McEwen    | AUS  | Davitamon-Lotto                    | 12"                      |
| 7    | Paolo Savoldelli | ITA  | Discovery Channel Pro Cycling Team | 15"                      |
| 8    | Daniele Bennati  | ITA  | Lampre-Fondital                    | 15"                      |
| 9    | Floyd Landis     | USA  | Phonak Hearing Systems             | 16"                      |
| 10   | Vladimir Karpets | RUS  | Caisse d'Epargne-Illes Balears     | 17"                      |

### 5. etape – torsdag den 6. juli:Beauvais–Caen, 225 km
Sprinteretape med 4 kategoriserede stigninger (alle i kategori 1) og 3 indlagte spurter.
Resultat
| Rang | Navn              | Land | Hold                  | Tid                     |
| ---- | ----------------- | ---- | --------------------- | ----------------------- |
| 1    | Óscar Freire      | ESP  | Rabobank              | 5h 18'50" (42.341 km/h) |
| 2    | Tom Boonen        | BEL  | Quick Step-Innergetic | s.t"                    |
| 3    | Iñaki Isasi       | ESP  | Euskaltel-Euskadi     | s.t"                    |
| 4    | David Kopp        | DEU  | Team Gerolsteiner     | s.t"                    |
| 5    | Robbie McEwen     | AUS  | Davitamon-Lotto       | s.t"                    |
| 6    | Alessandro Ballan | ITA  | Lampre-Fondital       | s.t"                    |
| 7    | Thor Hushovd      | NOR  | Crédit Agricole       | s.t"                    |
| 8    | Francisco Ventoso | ESP  | Saunier Duval-Prodir  | s.t"                    |
| 9    | Erik Zabel        | DEU  | Team Milram           | s.t"                    |
| 10   | Bernhard Eisel    | AUT  | Française des Jeux    | s.t"                    |

Samlet stilling efter 5. etape
| Rang | Navn             | Land | Hold                               | Tid                      |
| ---- | ---------------- | ---- | ---------------------------------- | ------------------------ |
| 1    | Tom Boonen       | BEL  | Quick Step-Innergetic              | 25h 10'51" (42.437 km/h) |
| 2    | Michael Rogers   | AUS  | T-Mobile Team                      | 13"                      |
| 3    | Óscar Freire     | ESP  | Rabobank                           | 17"                      |
| 4    | George Hincapie  | USA  | Discovery Channel Pro Cycling Team | 17"                      |
| 5    | Thor Hushovd     | NOR  | Crédit Agricole                    | 19"                      |
| 6    | Robbie McEwen    | AUS  | Davitamon-Lotto                    | 24"                      |
| 7    | Paolo Savoldelli | ITA  | Discovery Channel Pro Cycling Team | 27"                      |
| 8    | Floyd Landis     | USA  | Phonak Hearing Systems             | 28"                      |
| 9    | Vladimir Karpets | RUS  | Caisse d'Epargne-Illes Balears     | 29"                      |
| 10   | Serhiy Honchar   | UKR  | T-Mobile Team                      | 29"                      |

### 6. etape – fredag den 7. juli:Lisieux–Vitré, 189 km
Resultat
| Rang | Navn            | Land | Hold                  | Tid                     |
| ---- | --------------- | ---- | --------------------- | ----------------------- |
| 1    | Robbie McEwen   | AUS  | Davitamon-Lotto       | 4h 10'17" (45.309 km/h) |
| 2    | Daniele Bennati | ITA  | Lampre-Fondital       | s.t"                    |
| 3    | Tom Boonen      | BEL  | Quick Step-Innergetic | s.t"                    |
| 4    | Bernhard Eisel  | AUT  | Française des Jeux    | s.t"                    |
| 5    | Thor Hushovd    | NOR  | Crédit Agricole       | s.t"                    |
| 6    | Óscar Freire    | ESP  | Rabobank              | s.t"                    |
| 7    | Erik Zabel      | DEU  | Team Milram           | s.t"                    |
| 8    | Luca Paolini    | ITA  | Liquigas-Bianchi      | s.t"                    |
| 9    | Gert Steegmans  | BEL  | Davitamon-Lotto       | s.t"                    |
| 10   | Iñaki Isasi     | ESP  | Euskaltel-Euskadi     | s.t"                    |

Samlet stilling efter 6. etape
| Rang | Navn             | Land | Hold                               | Tid                      |
| ---- | ---------------- | ---- | ---------------------------------- | ------------------------ |
| 1    | Tom Boonen       | BEL  | Quick Step-Innergetic              | 29h 21'00" (42.848 km/h) |
| 2    | Robbie McEwen    | AUS  | Davitamon-Lotto                    | 12"                      |
| 3    | Michael Rogers   | AUS  | T-Mobile Team                      | 21"                      |
| 4    | Óscar Freire     | ESP  | Rabobank                           | 25"                      |
| 5    | George Hincapie  | USA  | Discovery Channel Pro Cycling Team | 25"                      |
| 6    | Thor Hushovd     | NOR  | Crédit Agricole                    | 27"                      |
| 7    | Paolo Savoldelli | ITA  | Discovery Channel Pro Cycling Team | 35"                      |
| 8    | Floyd Landis     | USA  | Phonak Hearing Systems             | 36"                      |
| 9    | Vladimir Karpets | RUS  | Caisse d'Epargne-Illes Balears     | 37"                      |
| 10   | Serhiy Honchar   | UKR  | T-Mobile Team                      | 37"                      |

### 7. etape – lørdag den 8. juli:Saint-Grégoire–Rennes, 52 km
Individuel tidskørsel.
Resultat
| Rang | Navn                | Land | Hold                   | Tid                     |
| ---- | ------------------- | ---- | ---------------------- | ----------------------- |
| 1    | Serhiy Honchar      | UKR  | T-Mobile Team          | 4h 10'17" (45.309 km/h) |
| 2    | Floyd Landis        | USA  | Phonak Hearing Systems | +01'01"                 |
| 3    | Sebastian Lang      | DEU  | Team Gerolsteiner      | +01'04"                 |
| 4    | Michael Rogers      | AUS  | T-Mobile Team          | +01'24"                 |
| 5    | Gustav Erik Larsson | SWE  | La Française des Jeux  | +01'34"                 |
| 6    | Patrik Sinkewitz    | DEU  | T-Mobile Team          | +01'39"                 |
| 7    | Markus Fothen       | DEU  | Team Gerolsteiner      | +01'42"                 |
| 8    | Andreas Klöden      | DEU  | T-Mobile Team          | +01'43"                 |
| 9    | Denis Mensjov       | RUS  | Rabobank               | +01'44"                 |
| 10   | Joost Posthuma      | NLD  | Rabobank               | +01'45"                 |

Samlet stilling efter 7. etape
| Rang | Navn             | Land | Hold                           | Tid                      |
| ---- | ---------------- | ---- | ------------------------------ | ------------------------ |
| 1    | Serhiy Honchar   | UKR  | T-Mobile Team                  | 30h 23'20" (43.094 km/h) |
| 2    | Floyd Landis     | USA  | Phonak Hearing Systems         | 01'00"                   |
| 3    | Michael Rogers   | AUS  | T-Mobile Team                  | 01'08"                   |
| 4    | Patrik Sinkewitz | DEU  | T-Mobile Team                  | 01'45"                   |
| 5    | Markus Fothen    | DEU  | Team Gerolsteiner              | 01'50"                   |
| 6    | Andreas Klöden   | DEU  | T-Mobile Team                  | 01'50"                   |
| 7    | Vladimir Karpets | RUS  | Caisse d'Epargne-Illes Balears | 01'52"                   |
| 8    | Cadel Evans      | AUS  | Davitamon-Lotto                | 01'52"                   |
| 9    | Denis Mensjov    | RUS  | Rabobank                       | 02'00"                   |
| 10   | David Zabriskie  | USA  | Team CSC                       | 02'03"                   |

### 8. etape – søndag den 9. juli:Saint-Méen-le-Grand–Lorient, 181 km
Resultat
| Rang | Navn            | Land | Hold                  | Tid                     |
| ---- | --------------- | ---- | --------------------- | ----------------------- |
| 1    | Sylvain Calzati | FRA  | ag2r Prévoyance       | 4h 13'18" (42.874 km/h) |
| 2    | Kjell Carlström | FIN  | Liquigas-Bianchi      | +02'05"                 |
| 3    | Patrice Halgand | FRA  | Crédit Agricole       | +02'05"                 |
| 4    | Robbie McEwen   | AUS  | Davitamon-Lotto       | +02'15"                 |
| 5    | Daniele Bennati | ITA  | Lampre-Fondital       | +02'15"                 |
| 6    | Erik Zabel      | DEU  | Team Milram           | +02'15"                 |
| 7    | Bernhard Eisel  | AUT  | Française des Jeux    | +02'15"                 |
| 8    | Luca Paolini    | ITA  | Liquigas-Bianchi      | +02'15"                 |
| 9    | Tom Boonen      | BEL  | Quick Step-Innergetic | +02'15"                 |
| 10   | David Kopp      | DEU  | Team Gerolsteiner     | +02'15"                 |

Samlet stilling efter 8. etape
| Rang | Navn             | Land | Hold                           | Tid                      |
| ---- | ---------------- | ---- | ------------------------------ | ------------------------ |
| 1    | Serhiy Honchar   | UKR  | T-Mobile Team                  | 34h 38'53" (43.021 km/h) |
| 2    | Floyd Landis     | USA  | Phonak Hearing Systems         | 01'00"                   |
| 3    | Michael Rogers   | AUS  | T-Mobile Team                  | 01'08"                   |
| 4    | Patrik Sinkewitz | DEU  | T-Mobile Team                  | 01'45"                   |
| 5    | Markus Fothen    | DEU  | Team Gerolsteiner              | 01'50"                   |
| 6    | Andreas Klöden   | DEU  | T-Mobile Team                  | 01'50"                   |
| 7    | Vladimir Karpets | RUS  | Caisse d'Epargne-Illes Balears | 01'52"                   |
| 8    | Cadel Evans      | AUS  | Davitamon-Lotto                | 01'52"                   |
| 9    | David Zabriskie  | USA  | Team CSC                       | 01'53"                   |
| 10   | Denis Mensjov    | RUS  | Rabobank                       | 02'00"                   |

### Hviledag – mandag den 10. juli
Tekst mangler, hjælp os med at skrive teksten

### 9. etape – tirsdag den 11. juli:Bordeaux–Dax, 170 km
Resultat
| Rank | Name              | Country | Team                           | Time      |
| ---- | ----------------- | ------- | ------------------------------ | --------- |
| 1    | Óscar Freire      | ESP     | Rabobank                       | 3h 35'24" |
| 2    | Robbie McEwen     | AUS     | Davitamon-Lotto                | s.t"      |
| 3    | Erik Zabel        | DEU     | Team Milram                    | s.t"      |
| 4    | Tom Boonen        | BEL     | Quick Step-Innergetic          | s.t"      |
| 5    | Cristian Moreni   | ITA     | Cofidis                        | s.t"      |
| 6    | Isaac Galvez      | ESP     | Caisse d'Epargne-Illes Balears | s.t"      |
| 7    | Francisco Ventoso | ESP     | Saunier Duval-Prodir           | s.t"      |
| 8    | Luca Paolini      | ITA     | Liquigas-Bianchi               | s.t"      |
| 9    | David Kopp        | DEU     | Team Gerolsteiner              | s.t"      |
| 10   | Thor Hushovd      | NOR     | Crédit Agricole                | s.t"      |

Samlet stilling efter 9. etape
| Rank | Name              | Country | Team                           | Time       |
| ---- | ----------------- | ------- | ------------------------------ | ---------- |
| 1    | Serhiy Honchar    | UKR     | T-Mobile Team                  | 38h 14'17" |
| 2    | Floyd Landis      | USA     | Phonak Hearing Systems         | 1'00"      |
| 3    | Michael Rogers    | AUS     | T-Mobile Team                  | 1'08"      |
| 4    | Patrik Sinkewitz  | DEU     | T-Mobile Team                  | 1'45"      |
| 5    | Andréas Klöden    | DEU     | T-Mobile Team                  | 1'50"      |
| 6    | Vladimir Karpets  | RUS     | Caisse d'Epargne-Illes Balears | 1'52"      |
| 7    | Cadel Evans       | AUS     | Davitamon-Lotto                | 1'52"      |
| 8    | David Zabriskie   | USA     | Team CSC                       | 1'53"      |
| 9    | Markus Fothen     | DEU     | Team Gerolsteiner              | 2'03"      |
| 10   | Christophe Moreau | FRA     | Ag2r Prévoyance                | 2'07"      |

### 10. etape – onsdag den 12. juli:Cambo-les-Bains–Pau, 191 km
Bjergetape med tre kategoriserede stigninger:
- Col d'Osquich (kategori 3) med en stigning på 5,3% over 6 km
- Col du Soudet (højeste kategori) med en stigning på 7,3% over 14,7 km
- Col de Marie Blanque (kategori 1) med en stigning på 7,7% over 9,3 km.

Ruten begynder i Cambo-les-Bains i 79 meters højde over havet og slutter i Pau i 202 meters højde.
Resultat
| Rank | Name                | Country | Team                  | Time      |
| ---- | ------------------- | ------- | --------------------- | --------- |
| 1    | Juan Miguel Mercado | ESP     | Agritubel             | 4h 49'10" |
| 2    | Cyril Dessel        | FRA     | Ag2r Prévoyance       | s.t"      |
| 3    | Inigo Landaluze     | ESP     | Euskaltel-Euskadi     | 56"       |
| 4    | Cristian Moreni     | ITA     | Cofidis               | 2'24"     |
| 5    | Christophe Rinero   | FRA     | Saunier Duval-Prodir  | 2'25"     |
| 6    | Inaki Isasi         | ESP     | Euskaltel-Euskadi     | 5'03"     |
| 7    | Cédric Vasseur      | FRA     | Quick Step-Innergetic | 5'35"     |
| 8    | Daniele Bennati     | ITA     | Lampre-Fondital       | 7'23"     |
| 9    | Erik Zabel          | DEU     | Team Milram           | s.t"      |
| 10   | Stefano Garzelli    | ITA     | Liquigas-Bianchi      | s.t"      |

Samlet stilling efter 10. etape
| Rank | Name                | Country | Team                           | Time       |
| ---- | ------------------- | ------- | ------------------------------ | ---------- |
| 1    | Cyril Dessel        | FRA     | Ag2r Prévoyance                | 43h 07'05" |
| 2    | Juan Miguel Mercado | ESP     | Agritubel                      | 2'34"      |
| 3    | Serhiy Honchar      | UKR     | T-Mobile Team                  | 3'45"      |
| 4    | Cristian Moreni     | ITA     | Cofidis                        | 3'51"      |
| 5    | Floyd Landis        | USA     | Phonak Hearing Systems         | 4'45"      |
| 6    | Michael Rogers      | AUS     | T-Mobile Team                  | 4'53"      |
| 7    | Inigo Landaluze     | ESP     | Euskaltel-Euskadi              | 5'22"      |
| 8    | Patrik Sinkewitz    | DEU     | T-Mobile Team                  | 5'30"      |
| 9    | Andréas Klöden      | DEU     | T-Mobile Team                  | 5'35"      |
| 10   | Vladimir Karpets    | RUS     | Caisse d'Epargne-Illes Balears | 5'37"      |

### 11. etape – torsdag d. 13. juli:Tarbes–Val d'Aran,Pla-de-Beret(Spanien), 207 km
11. etape er en bjergetape med 5 kategoriserede stigninger:
- Col du Tourmalet (højeste kategori) med en stigning på 7,7% over 18,4 km
- Col d'Aspin (kategori 1) med en stigning på 5.2% over 12,3 km
- Col de Peyresourde (kategori 1) med en stigning på 7,1% over 9,5 km
- Col du Portillon (kategori 1) med en stigning på 8,4% over 7,9 km
- Pla-de-Beret (kategori 1) med en stigning på 5,4% over 13,5 km.

Ruten begynder i Tarbes i 325 meters højde og ender i Val d'Aran i 1830 meters højde.
Resultat
| Rank | Name              | Country | Team                   | Time      |
| ---- | ----------------- | ------- | ---------------------- | --------- |
| 1    | Denis Mensjov     | RUS     | Rabobank               | 6h 06'25" |
| 2    | Levi Leipheimer   | USA     | Team Gerolsteiner      | s.t"      |
| 3    | Floyd Landis      | USA     | Phonak Hearing Systems | s.t"      |
| 4    | Cadel Evans       | AUS     | Davitamon-Lotto        | 0'17"     |
| 5    | Carlos Sastre     | ESP     | Team CSC               | s.t"      |
| 6    | Michael Boogerd   | NLD     | Rabobank               | 1'04"     |
| 7    | Haimar Zubeldia   | ESP     | Euskaltel-Euskadi      | 1'31"     |
| 8    | Frank Schleck     | LUX     | Team CSC               | s.t"      |
| 9    | Andréas Klöden    | DEU     | T-Mobile Team          | s.t"      |
| 10   | Christophe Moreau | FRA     | Ag2r Prévoyance        | 2'29"     |

Samlet stilling efter 11. etape
| Rank | Name                | Country | Team                   | Time       |
| ---- | ------------------- | ------- | ---------------------- | ---------- |
| 1    | Floyd Landis        | USA     | Phonak Hearing Systems | 49h 18'07" |
| 2    | Cyril Dessel        | FRA     | Ag2r Prévoyance        | 0'08"      |
| 3    | Denis Mensjov       | RUS     | Rabobank               | 1'01"      |
| 4    | Cadel Evans         | AUS     | Davitamon-Lotto        | 1'17"      |
| 5    | Carlos Sastre       | ESP     | Team CSC               | 1'52"      |
| 6    | Andréas Klöden      | DEU     | T-Mobile Team          | 2'29"      |
| 7    | Michael Rogers      | AUS     | T-Mobile Team          | 3'22"      |
| 8    | Juan Miguel Mercado | ESP     | Agritubel              | 3'33"      |
| 9    | Christophe Moreau   | FRA     | Ag2r Prévoyance        | 3'44"      |
| 10   | Markus Fothen       | DEU     | Team Gerolsteiner      | 4'17"      |

### Hviledag – Mandag, d. 17. juli
Tekst mangler, hjælp os med at skrive teksten

### 15. etape – tirsdag, d. 18. juli:Gap–Alpe d'Huez, 187 km
Resultat
| Rang | Navn             | Land | Hold                   | Tid                     |
| ---- | ---------------- | ---- | ---------------------- | ----------------------- |
| 1    | Frank Schleck    | LUX  | Team CSC               | 4h 52'22" (38.376 km/h) |
| 2    | Damiano Cunego   | ITA  | Lampre-Fondital        | +11"                    |
| 3    | Stefano Garzelli | ITA  | Liquigas-Bianchi       | +01'10"                 |
| 4    | Floyd Landis     | USA  | Phonak Hearing Systems | +01'10"                 |
| 5    | Andréas Klöden   | DEU  | T-Mobile Team          | +01'10"                 |
| 6    | Ruben Lobatto    | ESP  | Saunier Duval-Prodir   | +01'14"                 |
| 7    | Sylvian Chavanel | FRA  | Cofidis                | +01'18"                 |
| 8    | Eddy Mazzoneli   | ITA  | T-Mobile Team          | +01'28"                 |
| 9    | Carlos Sastre    | ESP  | Team CSC               | +01'35"                 |
| 10   | Levi Leipheimer  | USA  | Team Gerolsteiner      | +01'49"                 |

Samlet stilling efter 15. etape
| Rang | Navn              | Land | Hold                           | Tid                      |
| ---- | ----------------- | ---- | ------------------------------ | ------------------------ |
| 1    | Floyd Landis      | USA  | Phonak Hearing Systems         | 69h 00'05" (42.283 km/h) |
| 2    | Oscar Pereiro Sio | ESP  | Caisse d'Epargne-Illes Balears | 10"                      |
| 3    | Cyriel Dessel     | AUS  | Ag2r Prévoyance                | 02'02"                   |
| 4    | Denis Mensjov     | RUS  | Rabobank                       | 02'12"                   |
| 5    | Carlos Sastre     | ESP  | Team CSC                       | 02'17"                   |
| 6    | Andreas Klöden    | DEU  | T-Mobile Team                  | 02'29"                   |
| 7    | Cadel Evans       | AUS  | Davitamon-Lotto                | 02'56"                   |
| 8    | Michael Rogers    | AUS  | T-Mobile Team                  | 05'01"                   |
| 9    | Levi Leipheimer   | USA  | Team Gerolsteiner              | 06'18"                   |
| 10   | Haimar Zubeldia   | ESP  | Euskaltel-Euskadi              | 06'20"                   |

### 16. etape – onsdag, d. 19. juli:Le Bourg-d'Oisans–La Toussuire, 182 km
Resultat
| Rang | Navn              | Land | Hold                           | Tid                     |
| ---- | ----------------- | ---- | ------------------------------ | ----------------------- |
| 1    | Michael Rasmussen | DEN  | Rabobank                       | 5h 36'04" (32.493 km/h) |
| 2    | Carlos Sastre     | ESP  | Team CSC                       | 1'41"                   |
| 3    | Oscar Pereiro Sio | ESP  | Caisse d'Epargne-Illes Balears | 1'54"                   |
| 4    | Cadel Evans       | AUS  | Davitamon-Lotto                | 1'56"                   |
| 5    | Andréas Klöden    | DEU  | T-Mobile Team                  | s.t"                    |
| 6    | Christophe Moreau | FRA  | Ag2r Prévoyance                | 2'37"                   |
| 7    | Pietro Caucchioli | ITA  | Crédit Agricole                | s.t"                    |
| 8    | Cyril Dessel      | FRA  | Ag2r Prévoyance                | s.t"                    |
| 9    | Levi Leipheimer   | USA  | Team Gerolsteiner              | 3'24"                   |
| 10   | Haimar Zubeldia   | ESP  | Euskaltel-Euskadi              | 3'42"                   |

Samlet stilling efter 16. etape
| Rang | Navn              | Land | Hold                           | Tid                      |
| ---- | ----------------- | ---- | ------------------------------ | ------------------------ |
| 1    | Oscar Pereiro Sio | ESP  | Caisse d'Epargne-Illes Balears | 74h 38'05" (41.530 km/h) |
| 2    | Carlos Sastre     | ESP  | Team CSC                       | 1'50"                    |
| 3    | Andréas Klöden    | DEU  | T-Mobile Team                  | 2'29"                    |
| 4    | Cyril Dessel      | FRA  | Ag2r Prévoyance                | 2'43"                    |
| 5    | Cadel Evans       | AUS  | Davitamon-Lotto                | 2'56"                    |
| 6    | Denis Mensjov     | RUS  | Rabobank                       | 3'58"                    |
| 7    | Michael Rogers    | AUS  | T-Mobile Team                  | 6'47"                    |
| 8    | Christophe Moreau | FRA  | Ag2r Prévoyance                | 7'03"                    |
| 9    | Levi Leipheimer   | USA  | Team Gerolsteiner              | 7'46"                    |
| 10   | Haimar Zubeldia   | ESP  | Euskaltel-Euskadi              | 8'07"                    |